# Точки Вектена
В планиметрии внешняя и внутренняя точки Вектена — точки, которые строятся на основе данного треугольника аналогично первой и второй точкам Наполеона. Однако для построения выбираются центры не равносторонних треугольников, а квадратов, построенных на сторонах данного треугольника (см. рис.).

## Внешняя точка Вектена
Пусть ABC — произвольный треугольник. На его сторонах BC, CA, AB наружу построим три квадрата соответственно с центрами {\displaystyle O_{a},O_{b},O_{c}}. Тогда линии {\displaystyle AO_{a},BO_{b}} и {\displaystyle CO_{c}} пересекаются в одной точке, называемой внешней точкой Вектена треугольника ABC.
В Энциклопедии центров треугольника внешняя точка Вектена обозначается как X(485).

### История
Внешняя точка Вектена названа так в начале 19-го века в честь французского математика Вектена, который изучал математику в одно время с Жергонном (Joseph Diaz Gergonne) в Ниме (Nîmes) и опубликовал своё исследование о фигуре в виде трех квадратов, построенной на трех сторонах треугольника в 1817-м году.
По другим данным, это произошло в 1812/1813 годах. При этом ссылаются на работу.

## Внутренняя точка Вектена
Пусть ABC — произвольный треугольник. На его сторонах BC, CA, AB вовнутрь построим три квадрата соответственно с центрами {\displaystyle I_{a},I_{b},I_{c}}. Тогда линии {\displaystyle AI_{a},BI_{b}} и {\displaystyle CI_{c}} пересекаются в одной точке, называемой внутренней точкой Вектена треугольника ABC.
В Энциклопедии центров треугольника внутренняя точка Вектена обозначается как X(486).
Прямая {\displaystyle X(485)X(486)} пересекает прямую Эйлера в Центре девяти точек треугольника {\displaystyle ABC}. Точки Вектена лежат на гиперболе Киперта.

## Положение на гиперболе Киперта
Координаты внешней и внутренней точек Вектена получаются из уравнения гиперболы Киперта при значениях угла {\displaystyle \theta } при основаниях треугольников соответственно π/4 и -π/4.

## Ассоциации
Рисунок выше для построения внешней точки Вектена в случае, если оно проводится для прямоугольного треугольника совпадает с рисунком одного из доказательств теоремы Пифагора (см. на рис. ниже так называемые пифагоровы штаны).

Пифагоровы штаны. Сумма площадей квадратов, опирающихся на катеты и, равна площади квадрата, построенного на гипотенузе

Пифагоровы штаны. Чертёж к доказательству Евклида. Основное направление доказательства — установление конгруэнтности, площадь которых составляет половину площади прямоугольников и соответственно.